# Giovanni Battista Biavaschi
Giovanni Battista Biavaschi (Gordona, 23 febbraio 1878 – Udine, 6 marzo 1957) è stato un politico italiano.

## Biografia
Originario di una famiglia di agricoltori benestanti compie gli studi inferiori e superiori tra Torino e la Svizzera, trascorre un anno a New York e si laurea nel 1907 a Friburgo. Negli anni dell'università inizia ad interessarsi al movimento cattolico studentesco e dopo la laurea l'avvocato Giuseppe Brosadola lo invita a Udine per affidargli la direzione del Segretariato del popolo, organo dell'associazionismo cattolico.
Nella stessa città decide di stabilirsi dopo il matrimonio, ottenendo il riconoscimento della laurea presso l'università di Padova.
Per alcuni anni si divide tra la professione di avvocato e la militanza cattolica. Nel 1915 ottiene la libera docenza di filosofia del diritto a Padova. Nel 1921 viene candidato alla Camera nelle file del Partito Popolare ma il suo impegno parlamentare si limita a una sola legislatura. L'avvento del fascismo lo spinge a non ricandidarsi. Tornato in pianta stabile a Udine si dedica all'organizzazione e al potenziamento delle casse rurali e artigiane, all'editoria e all'associazionismo dei cattolici.
Nel 1933, rifiutando l'imposizione di iscriversi al Partito Nazionale Fascista, perde la nomina a titolare della cattedra di filosofia del diritto.